# La Nava del Condado
La Nava del Condado es una pedanía perteneciente, junto a Villafranca del Condado, Valdesaz y Torrecilla, al municipio del Condado de Castilnovo, en la provincia de Segovia.

## Situación
La Nava está situada en la comarca del Nordeste de Segovia, muy cerca de Sepúlveda. Otra de las curiosidades. es que se sitúa en las cercanías del parque natural de las Hoces del Río Duratón.

## Demografía
| 24            | 21 | 18 | 16 | 15 | 14 | 13 | 13 | 14 | 13 | 13 | 13 | 12 |
| (Fuente: INE) |    |    |    |    |    |    |    |    |    |    |    |    |

## Lugares de interés
La Ermita
En La Nava está la Ermita de San Juan que, sin grandes alardes artísticos, refleja el esfuerzo de los habitantes del pueblo en conservarla y mejorarla a lo largo de los años (por falta de interés de otras entidades, etc).
Fuente de la Alduela
Manantial natural donde la gente del municipio va a por agua. Su caudal es bastante regular, de tal forma que en pocos estíos se llega a cortal su caudal.
Fuente de abajo
Otro manantial, cuyo agua no se utiliza para consumo humano. En esta fuetnte hay berros, que en los meses de enero y febrero son de mejor calidad que en el resto del año. Su caudal es irregular.

## Alrededores
Castillo de Castilnovo
A unos 2 km de La Nava se encuentra el Castillo de Castilnovo, es un castillo residencial en el que anteriormente perteneció a Don Álvaro de Luna y que fue prisión de los hijos del rey de Francia en la Batalla de Pavía.
Parque natural de las Hoces del Río Duratón
Conjunto de gran belleza; la presencia de interesantes rapaces explica su catalogación como Zona de especial Protección para las Aves. Aguas abajo de Sepúlveda, el río Duratón discurre encañonado entre altas paredes que en algunos puntos alcanzan los 100 m de desnivel. Las hoces siguen un recorrido sinuoso entre la masa de calizas horadadas por el río y sus arroyos creando un conjunto de gran belleza.

## Fiestas
San Juan Bautista
3.er fin de semana de junio. Se trata de las fiestas patronales de La Nava.
Nuestra Señora de la Antigua
2º fin de semana de mayo. Se trata de la festividad del Condado de Castilnovo, por lo que afecta a los 4 pueblos que lo componen, los actos festivos se celebran en Villafranca.